# Загороднюк Віталій Анатолійович
Віталій Анатолійович Загороднюк — підполковник
Збройних сил України.

## Нагороди
- орден Богдана Хмельницького III ступеня (2017) — за особисту мужність, виявлену у захисті державного суверенітету та територіальної цілісності України, самовіддане виконання військового обов’язку.
- медаль Захиснику Вітчизни (2015)- за виявлені у захисті державних інтересів особисті мужність і відвагу, зміцнення обороноздатності та безпеки України.